# Pelodiscus parviformis
Pelodiscus parviformis — вид черепах з родини трикігтевих черепах (Trionychidae).

## Поширення
Ендемік Китаю. Поширений в провінціях Гуансі та Хунань; є ізольовані популяції в Чжецзяні і на острові Хайнань. Популяції у В'єтнамі, а також окремі популяції в Хайнані, що відносили цього виду, належать до окремого виду Pelodiscus variegatus.

## Опис
Панцир має овальну форму, завдовжки до 150 мм. Забарвленням схожий з Pelodiscus sinensis, але є помітні плями на шиї та на нижньому краю карапакса. На карапаксі розташований поздовжній ряд горбків. Пластрон рожево-червоний і має характерну чорну пляму.